# ホータン県
ホータン県（ホータンけん）は、中華人民共和国新疆ウイグル自治区ホータン地区に位置する県。インドとの国境係争地域であるアクサイチン（阿克賽欽）は、ホータン県の南部になっている。

## 歴史
1883年に清によって和闐直隷地が設置され、1913年に直隷地から県に改められた。中華人民共和国の成立後に地名の簡略字化が進められ、1959年に和闐県は和田県に改称された。1983年に和田県から和田市が分割される。

## 行政区画
2鎮、10郷を管轄：
- 鎮：バグチ鎮（巴格其鎮）、ハンエリク鎮（罕艾日克鎮）
- 郷：イェンギアワト郷（英阿瓦提郷）、イェンギエリク郷（英艾日克郷）、ブザク郷（布扎克郷）、ライカ郷（拉依喀郷）、朗如郷、テウェッキュル郷（塔瓦庫勒郷）、イスラムアワト郷（伊斯拉木阿瓦提郷）、セギズキョル郷（色格孜庫勒郷）、カシテシ郷（喀什塔什郷）、吾宗肖郷

## 交通

### 鉄道
- 中国国家鉄路集団
  - 喀和線

### 道路

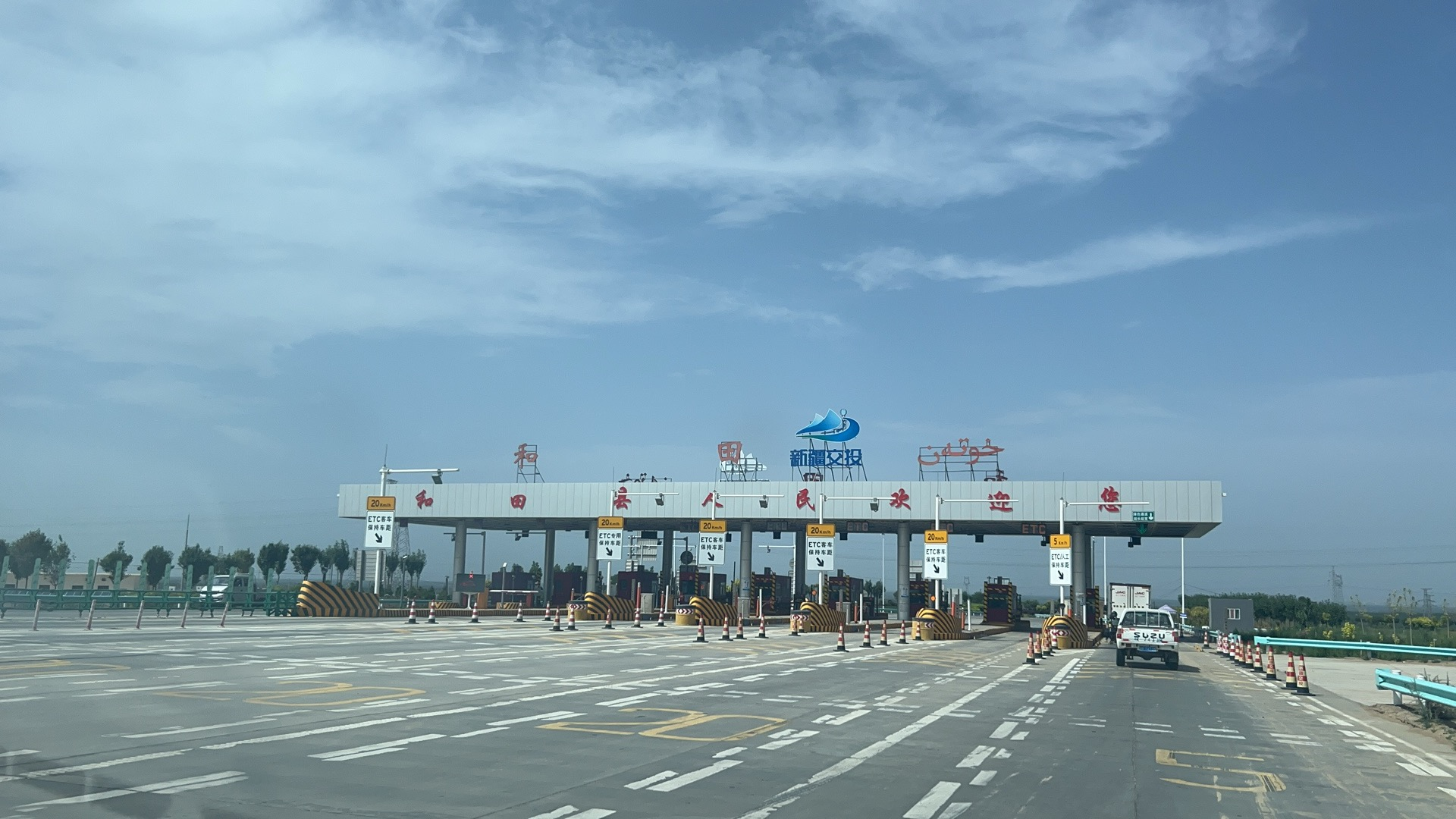
吐和高速道路ホータン料金所

- 高速道路
  -  吐和高速道路
- 国道
  - G219国道
  - G315国道
  - G580国道

## 観光
- 樹中寿星 - バグチ鎮に立つクルミの木。樹齢500年超、高さ20m超、樹幹0.07ヘクタールの巨木[1]。